# Yoshiko Kuga
Yoshiko Kuga (久我 美子, Kuga Yoshiko, Tóquio, 21 de janeiro de 1931 – 9 de junho de 2024) foi uma atriz japonesa.

## Biografia e vida pessoal
Kuga nasceu em Tóquio, no Japão. Seu pai foi o marquês e membro da Câmara dos Pares, Michiaki Koga (久我通顕).
Em 1946, enquanto ainda frequentava a Gakushuin Junior High School, tornou-se atriz dos estúdios Toho. Em junho de 1946 ela participou da campanha de "novos rostos" organizada pela Toho, sendo uma das 48 novas atrizes e atores selecionados entre 4.000 candidatos. Em 1947, ela fez sua estreia como atriz no filme coletivo Yottsu no Koi no Monogatari (四つの恋の物語). Ela foi uma das atrizes ativas na greve sindical de 1948 dos estúdios Toho. Na década de 1950, ela começou a trabalhar de forma independente e estrelou diversas produções dos estúdios Shochiku sob a direção de Keisuke Kinoshita. Outros diretores importantes com quem já trabalhou incluem Kenji Mizoguchi (Uwasa no Onna), Yasujirō Ozu (Higanbana) e Tadashi Imai (Nigorie). Em 1954, ela co-fundou a produtora de filmes Ninjin Club (Bungei purodakushon ninjin kurabu), junto com as também atrizes Keiko Kishi e Ineko Arima, para garantir melhores condições de trabalho para os atores. Desde a década de 1970, ela apareceu em obras televisivas e em peças de teatro.
Kuga foi casada com o ator Akihiko Hirata de 1961 até sua morte em 1984.

## Filmografia selecionada

### Filmes
- 1948: Yoidore tenshi (dir. Akira Kurosawa)
- 1950: Mata au hi made (dir. Tadashi Imai)
- 1951: Hakuchi (dir. Akira Kurosawa)
- 1953: Ani imoto (dir. Mikio Naruse)
- 1953: Nigorie (dir. Tadashi Imai)
- 1953: Koibumi (dir. Kinuyo Tanaka)
- 1954: Uwasa no Onna (dir. Kenji Mizoguchi)
- 1954: Onna no sono (dir. Keisuke Kinoshita)
- 1955: Shin Heike Monogatari (dir. Kenji Mizoguchi)
- 1956: Taiyō to bara (dir. Keisuke Kinoshita)
- 1956: Yūyake-gumo (dir. Keisuke Kinoshita)
- 1957: Kiiroi Karasu (dir. Heinosuke Gosho)
- 1957: Banka (dir. Heinosuke Gosho)
- 1958: Higanbana (dir. Yasujirō Ozu)
- 1959: Kazabana (dir. Keisuke Kinoshita)
- 1959: Bom Dia (dir. Yasujirō Ozu)
- 1960: Seishun Zankoku Monogatari (dir. Nagisa Ōshima)
- 1961: Zero no shōten (dir. Yoshitarō Nomura)
- 1961: Ōsaka-jō Monogatari (dir. Hiroshi Inagaki)
- 1964: Shikonmado Daitatsumaki (dir. Hiroshi Inagaki)[7]
- 1989: Gojira tai Biorante (dir. Kazuki Ohmori) (participação especial)
- 1997: Toki o Kakeru Shōjo (dir. Haruki Kadokawa)[8]

### Televisão
- 1974–75: Karei-naru Ichizoku (NET)[9]

## Morte
Kuga morreu no dia 9 de junho de 2024, aos 93 anos.

## Prêmios
- 1954: Mainichi Film Award de Melhor Atriz Coadjuvante[11]
- 1956: Prêmio Blue Ribbon de Melhor Atriz Coadjuvante[12]
- 1994: Prêmio Memorial Kinuyo Tanaka no Mainichi Film Awards[13]